# 木村聡子
木村 聡子（きむら さとこ）は、日本の歌手、声優、ディレクター、元舞台女優。所属事務所はM・Tプロジェクトを経て、2022年よりテアトル・エコー放送映画部。歌唱指導者としても活動している。

## 来歴・人物
- 東京都生まれ。
- お茶の水女子大学附属中学校卒業。
- お茶の水女子大学附属高等学校卒業。
- 桐朋学園大学音楽学部音楽学科（声楽専攻）卒業。
- 1999年5月開幕の「レ・ミゼラブル」（帝国劇場）でデビュー。
- 2007年から同人音楽サークル『Pizzicato Strings』[2]に参加。
アルバム「Equinox -Limited Time-」にサリーのボーカル名で参加。
アルバム「ストレリチア」では全曲作詞・歌として参加。
- 声優としてのデビュー作『魔法にかけられて』（日本公開: 2008年3月14日）では、ヒロインのジゼル役（エイミー・アダムス）の吹き替えを担当。ミュージカルのように歌唱・芝居の両方を求められる役柄を好演した。
- 『ザ・マペッツ』（日本公開: 2012年5月19日）において、二度目となるエイミー・アダムスの吹き替えを担当。特にエイミー・アダムスの吹き替えは思い入れが深いと語っており、2012年に出産した長女の名前はエイミー・アダムスにちなんで瑛海（えいみ）と名づけている。
- これらの他にも、吹き替えや歌の仕事などを積極的に行っている。
- 公式HP『木村聡子のステージノート』によると、パソコンやモバイル端末などに造詣が深く、詳細な解説記事なども執筆している。過去には家電量販店でパソコンコーナーを担当していたこともあり、また、自分でウェブページを作った日本で最初のミュージカル俳優と自負している。2012年には自炊のためにPFU製イメージスキャナScanSnapを活用していた実績[3]を買われ、メーカー公認のアンバサダーとなった[4]。
- 2017年にはディズニー・チャンネルにおいて吹き替えアニメ作品の音楽演出（ディレクター）としての仕事も開始した。
- ミュージカル歌唱指導者として、「ミュージカル 忍たま乱太郎」「ゴヤ -GOYA-」「ダーウィン・ヤング」等に参加。

## 出演作品

### 舞台
- レ・ミゼラブル（1999年・帝国劇場）
- レ・ミゼラブル（2000年・帝国劇場）
- クリスマス・ボックス（2001年11月9日〜12月2日・青山劇場、12月5日〜9日・フェスティバルホール）
- モーニング・タウン（2002年）
- 猫の遺言状（2002年）
- カーネギーの日本人（2004年） - るり子 役
- True Present（2006年） - 白雪姫 役
- カーネギーの日本人[5]（2007年） - るり子 役
- オリーブ（2010年） - シーリア 役

### 劇場アニメ
- 名探偵コナン 戦慄の楽譜（2008年） - 千草らら 役

### 吹き替え

#### 映画
- エイミー・アダムス
  - 魔法にかけられて（2008年） - ジゼル 役
  - ザ・マペッツ（2012年） - メアリー 役
  - 魔法にかけられて2（2022年） - ジゼル 役
- ジェマ・ワード
  - パイレーツ・オブ・カリビアン/生命の泉（2011年） - 人魚タマラ 役
- ラファエル・コーエン
  - 美女と野獣（2017年） - 村娘 役[6]
- コーラス
  - プリンセスと魔法のキス（2010年）（ノンクレジット）
  - メリダとおそろしの森（2012年）
  - アナと雪の女王（2014年）
  - アナと雪の女王2（2019年）
  - アナと雪の女王 エルサのサプライズ（2015年）
  - アナと雪の女王/家族の思い出（2018年）
  - メリー・ポピンズ リターンズ（2019年）

#### 海外アニメ
- バニータウン[7]（2008年） - ルイーズ 他 役
- きんきゅうしゅつどう隊 OSO（2009年） - ポーパイロット 役
- メリダとおそろしの森（2012年）
- おとぎのもりのゴールディとベア（2016年） - 主題曲、本編コーラス

#### イベント
- ディズニー・オン・アイス2016「アナと雪の女王」（2016年） - コーラス、リードボーカル
- JA全国大会（2015年）- 君が代ソリスト

## 音楽演出

### 海外アニメ
- 爆笑!シアター・パコーン
- 名探偵ミレット（OP曲）
- カップケーキ&ダイノのなんでも屋
- トゥカ&バーティー
- 爆走ナマケモノ!フリーキー
- マイリトルポニー: 新しい世界
- ザ・ビーチバディ
- マイリトルポニー: おはなし聞かせて（YouTube）
- Hot Wheels 日本語 ミュージックビデオ「モンスタートラック キャンプクラッシュ!」（YouTube）
- ひらめき!ユリーカ

### 外画
- ノエル（Disney＋）
- 希望のカタマリ（Netllix）
- インサイド・ヘッド2

## ディスコグラフィー

### アルバム
- Equinox -Limited Time-（Pizzicato Strings、2007年4月29日）うち3曲
- ストレリチア（Pizzicato Strings、2007年10月8日）全曲作詞・歌唱
- Cross Fercia（Pizzicato Strings、2008年5月11日）うち7曲
- LunA NocturVia（Pizzicato Strings、2008年12月29日）うち2曲
- 欠片の名前（Lastart、2009年3月15日）うち2曲
- Welcome Symphony （木村聡子＆松田純一フィルハーモニー、2017年5月14日）全8曲

### カバーアルバム
- BALLAD-Anthology of Movie Songs-（スタジオジブリカバー曲全集）（BALLIONAIRE MAFIA、2011年7月20日）うち5曲